# ادبیات سریانی

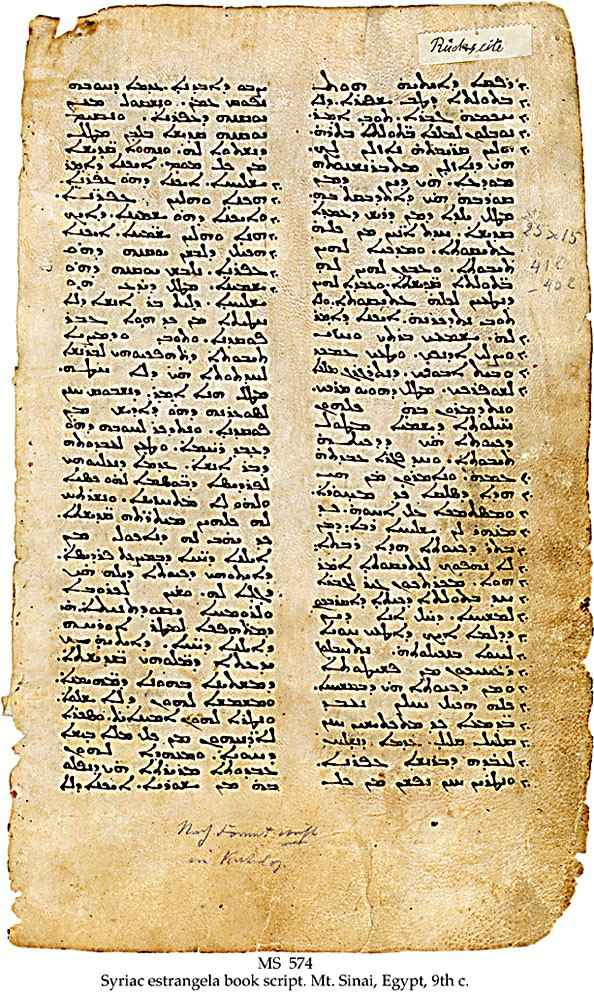
صفحه‌ای از ترجمهٔ سریانی از کتاب Asceticon زهد ابا اشعیا. از یک نسخهٔ‌خطی سده ششمی به خط استرانجیلی، از صومعهٔ کاترین مقدس، کوه سینا

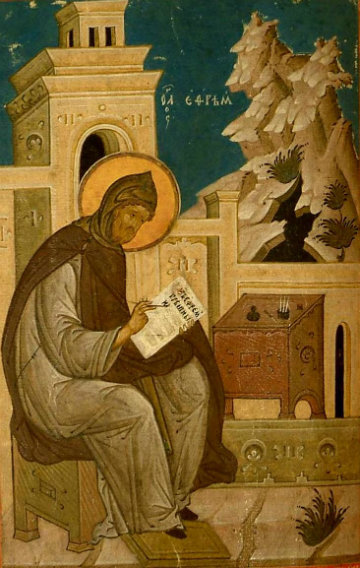
افرایم سوری در یک نسخهٔ منقوش روسی مربوط به سدهٔ ۱۶ میلادی.

ادبیات سُریانی  ادبیاتی است که به‌ زبان سریانی نوشته شده‌ است و آثار عبادی در مسیحیت سریانی جزو این ادبیات محسوب می‌شوند.
دیرینگی متون نخستین سریانی به سدهٔ دوم میلادی باز می‌گردد , و آثار مهم این دوره عبارتند از پشیطتا (انجیل سُریانی) و دیاتسارون. با این حال، عمدهٔ آثار ادبیات سریانی در حدود سده‌های چهارم تا هشتم میلادی نوشته شده‌اند. ادبیات سریانی در سدهٔ نُهم میلادی نیز باقی ماند، اما نویسندگان مسیحی سریانی در این دوره، غالباً آثارشان را به زبان عربی می‌نوشتند. سخن‌گفتن به زبان‌های آرامی نو در سدهٔ سیزدهم میلادی منسوخ شد، اما همچنان تعدادی از نویسندگان، تا دورهٔ میانه، آثارشان را به خط و زبان سریانی می‌نوشتند، و سریانی ادبی (ܟܬܒܢܝܐ Kṯāḇānāyā) در میان اعضای کلیسای ارتدکس سریانی رواج داشت.

## تاریخ
«سریانی کلاسیک» اصطلاحی است که برای زبان ادبی رایج در سدهٔ سوم میلادی استفاده می‌شود. زبان سه سدهٔ نخستین دوران مسیحی را «سریانی باستان» می‌نامند، هرچند که گاهی آن را زیرمجموعهٔ «سریانی کلاسیک» برمی‌شمارند.
قدیمی‌ترین ادبیات مسیحی به زبان سریانی، ترجمهٔ کتاب مقدس بود که تحت عنوان پشیطتا و دیاتسارون شناخته می‌شود.ابن دیصان یکی از نویسندگان مهم غیرمسیحی (گنوستیک) سدهٔ دوم میلادی بود، اما بیش‌ترِ آثار او از بین رفته‌اند و فقط از ارجاعات بعدی در آثار نویسندگان پس از او شناخته شده‌است. یکی از مهم‌ترین گواهی‌ها مبنی بر وجود ادبیات سریانی در سدهٔ یکم میلادی، نامهٔ مارا بار سراپیون است که احتمالاً در سدهٔ یکم میلادی نوشته شده‌است، اما نسخه‌ای که از این نامه باقی مانده‌است، رونوشتی مربوط به سدهٔ ۶ یا سدهٔ ۷ میلادی است.
سدهٔ چهارم میلادی به‌عنوان عصر طلایی ادبیات سریانی محسوب می‌شود. دو تن از چهره‌های برجستهٔ این دوران، افراهات و افرایم سوری هستند که افراهات خطابه‌هایی برای کلسیای نسطوری در شاهنشاهی ساسانیان می‌نوشت، و افرایم سوری سرودهای روحانی و شعرهایی برای کلیسای امپراتوری روم می‌نوشت. دو سدهٔ بعدی، که از بسیاری جهات ادامهٔ عصر طلایی ادبیات سریانی بود، شعرا و متکلمان سریانی مهمی را به خود دید: یعقوب سروجی، نرسای،اکسنایا مبوجایا، بابای کبیر، اسحاق نینوایی، و یعقوب ادسایی.
تلاش‌های قابل توجهی برای ترجمهٔ متون یونانی به سریانی انجام شد. تعدادی از آثار نوشته‌شده به زبان یونانی تنها به‌واسطهٔ ترجمه‌های سریانی‌شان امروزه باقی مانده‌اند. برای نمونه، چند اثر از سوروس انطاکیه‌ای (درگذشتهٔ ۵۳۸ میلادی) که توسط پائول ادسایی (درگذشتهٔ ۵۲۶ میلادی) ترجمه شدند و نیز کتاب زندگی سوروس نوشته شده توسط آتاناسیوس یکم گامولو (درگذشتهٔ ۶۳۵ میلادی). نسخهٔ خطی ۱ سریانی کتابخانهٔ ملی روسیه یک دست‌نوشتهٔ خطی از نسخهٔ سریانی تاریخ کلیسیایی اثر اوسبیوس قیصری است که در سال ۴۶۲ میلادی نوشته شده‌است.
پس از فتوحات مسلمانان در اواسط سدهٔ هفتم میلادی، فرایند یونانی‌شدن زبان سریانی، که در سده‌های ششم و هفتم رو به رشد بود، در اواسط سدهٔ هفتم کند و سپس متوقف شد. سریانی در حدود سده‌های نهم وارد یک عصر نقره‌ای شد. آثار این دوره عمدتاً دانشنامه‌ای و آموزشی بودند، و توسط مفسران کتاب مقدس، یشوعداد مروزی، و یعقوب بار-صلیبی نوشته شده‌بودند.
برجسته‌ترین شخص سدهٔ سیزدهم میلادی، ابن عبری، پیشوای کلیسای ارتدکس سریانی، و آخرین کسی بود که نوشته‌هایی از خود به زبان سریانی بر جای گذاشت.

## فهرست نویسندگان سریانی
- مارا بار سراپیون
- ابن دیصان (سدهٔ دوم میلادی میلادی)
- فرهاد (مسیحی) (ح۲۸۰ – ح۳۴۵ میلادی)
- افرایم سوری (درگذشتهٔ ۳۷۳ میلادی)
- اسحاق انطاکیه‌ای (سدهٔ پنجم میلادی)
- نرسای (سدهٔ پنجم میلادی)
- استفان بار سودهایله (اواخر سدهٔ پنجم میلادی)
- یعقوب سروجی (درگذشتهٔ ۵۲۱ میلادی)
- اکسنایا مبوجایا (درگذشتهٔ ۵۲۳ میلادی)
- پائول ادسایی (درگذشتهٔ ۵۲۶ میلادی)
- سرجیس رأس عینی (درگذشتهٔ ۵۳۶ میلادی)
- جان افسوسی (درگذشتهٔ ۵۸۸ میلادی)
- پیتر سوم رقه‌ای (درگذشتهٔ ۵۹۱ میلادی)
- بابای کبیر (درگذشتهٔ ۶۲۸ میلادی)
- آتاناسیوس یکم گامولو (درگذشتهٔ ۶۳۵ میلادی)
- ماروتای تکریتی (درگذشتهٔ ۶۴۹ میلادی)
- ساهدونا (درگذشتهٔ حدود ۶۵۰ میلادی)
- یوحنان بار پنکایی (اواخر سدهٔ هفتم میلادی)
- اسحاق نینوایی (درگذشتهٔ ۷۰۰ میلادی)
- یعقوب ادسایی (درگذشتهٔ ۷۰۸ میلادی)
- تئودور بار کنای (سدهٔ هفتم میلادی)
- تئودور ابو غره (درگذشتهٔ ۸۲۳ میلادی)
- آنتون التکریتی (سدهٔ نهم میلادی)
- تئودوزیوس رومانوس (سدهٔ هم میلادی)
- توماس مرگایی (سدهٔ نهم میلادی)
- یعقوب بار-صلیبی (سدهٔ دوازدهم میلادی)
- ابن عبری (سدهٔ سیزدهم میلادی)
- جیوارجیس واردا (سدهٔ سیزدهم میلادی)
- عبدیشو بریکا بار (درگذشتهٔ ۱۳۱۸ میلادی)